# Микштене, Валерия
Валерия Микштене — советский литовский хозяйственный деятель, Герой Социалистического Труда.

## Биография
Родилась в 1923 году в Барейшяе. Член КПСС с 1955 года.
В 1940—1941, а также в 1944—1978 гг. — доярка совхоза «Леонполис» Укмергского района Литовской ССР.
Указом Президиума Верховного Совета СССР от 22 марта 1966 года присвоено звание Героя Социалистического Труда с вручением ордена Ленина и золотой медали «Серп и Молот».
Умерла в Литве после 1987 года.

## Награды и звания
- Герой Социалистического Труда (22.03.1966)
- Орден Ленина (22.03.1966)
- Орден Знак Почёта (05.04.1958)